# Mayhem Festival
O Mayhem Festival é uma série de concertos de metal e rock que se realiza entre Julho e Agosto. O festival é agora um evento de digressão anual nos Estados Unidos. O Rockstar Mayhem tour é patrocinado pela Rockstar Energy Company. Foi criado pelo fundador da Vans Warped Tour Kevin Lyman e por John Reese (que é sócio de Lyman no Taste of Chaos tour).